# A Curious Thing
A Curious Thing ist das zweite Album der schottischen Singer-Songwriterin Amy Macdonald. Es erschien am 8. März 2010.

## Entstehung
A Curious Thing wurde in Paul Wellers BlackBarn-Studios in Surrey aufgenommen. Das Songwriting Macdonalds begann im Frühjahr 2009, in einer Pause von ihren Tourneeverpflichtungen. Im Gegensatz zum Debüt, dessen Lieder in einem Zuge verfasst wurden, griff sie hier auf ihre alten Notizbücher zurück. Rückblickend sagt Macdonald über diese Zeit, dass sie während dieser Zeit sehr beschäftigt war und sich permanent auf Tournee befand.

## Rezeption
- Stephen Thomas Erlewine von AllMusic nannte die Musik auf A Curious Thing „weichen und glänzenden Oberklasse-Pop mit einem schlagenden Herz“. Die Stimme Macdonalds beschrieb er als „leidenschaftlich“, kritisierte aber, dass sie ein wenig zu oft über ihre Begegnung mit dem Ruhm singe. Das Album erreichte drei von fünf möglichen Wertungssternen.[4]
- Matthias Denecke von Laut.de verriss das Album und brachte es auf die Formel „unambitioniert, glatt, steril“. Vor allem die Texte seien „innovationsarm“, ab dem dritten Song wirke die Sängerin „irgendwie antriebslos“.[5]
- Plattentests.de vergab mit fünf von zehn Punkten eine mittelmäßige Bewertung: „So sehr dieses Album auch rockt, seufzt, dramatisiert und die guten wie bösen Geister der Liebe beschwört, verläuft all das jedoch in Bahnen, die nicht recht überraschen und mitreißen wollen“. Allerdings sei die erste Single Don’t Tell Me That It’s Over trotz ihrer teilweisen Überproduziertheit ein „hymnischer Pop-Hit, bei dem Macdonalds Stimme Emotionalität greifbar macht und Pathos im besten Sinne versprüht.“[6]

## Titelliste
CD 1:
| Nummer | Name des Liedes              | Dauer |
| ------ | ---------------------------- | ----- |
| 1.     | Don’t Tell Me That It’s Over | 3:14  |
| 2.     | Spark                        | 3:07  |
| 3.     | No Roots                     | 4:30  |
| 4.     | Love Love                    | 3:17  |
| 5.     | An Ordinary Life             | 3:36  |
| 6.     | Give It All Up               | 2:55  |
| 7.     | My Only One                  | 3:32  |
| 8.     | This Pretty Face             | 3:57  |
| 9.     | Troubled Soul                | 4:46  |
| 10.    | Next Big Thing               | 3:30  |
| 11.    | Your Time Will Come          | 4:32  |
| 12.    | What Happiness Means to Me   | 9:21  |

Hidden Track:
Dancing in the Dark (Live in Philadelphia, Bruce-Springsteen-Cover)
CD 2: (Deluxe-Edition):
Live at Barrowland Ballroom (2007)
| Nummer | Name des Liedes       | Dauer                |
| ------ | --------------------- | -------------------- |
| 1.     | Poison Prince         | 3:40                 |
| 2.     | Youth Of Today        | 4:03                 |
| 3.     | L.A.                  | 3:47                 |
| 4.     | Footballer´s Wife     | 5:12                 |
| 5.     | Mr Rock & Roll        | 3:37                 |
| 6.     | Mr Brightside         | 4:12 (Killers-Cover) |
| 7.     | The Road To Home      | 2:27                 |
| 8.     | This Is the Life      | 3:14                 |
| 9.     | Run                   | 3:48                 |
| 10.    | Rock N Roll Star      | 5:07                 |
| 11.    | Let´s Start a Band    | 5:31                 |
| 12.    | Caledonia             | 2:32                 |
| 13.    | Fairytale of New York | 5:48                 |
| 14.    | Barrowland Ballroom   | 4:40                 |

## Songinformationen
Das Stück Spark, die zweite, weniger erfolgreiche Single nach dem Top-Ten-Hit Don’t Tell Me That It’s Over, handelt nicht, wie fälschlich behauptet, von dem ermordeten Jungen James Bulger. Don’t Tell Me That It’s Over ist nur vordergründig ein Liebeslied: das Stück handelt eigentlich vom Klimawandel. Die restlichen Songs handeln unter anderem von Michael Jackson, Gerard Butler, Macdonalds Großeltern und ihrem Ex-Verlobten Steve Lovell, der u. a. beim Fußballverein Partick Thistle spielte. This Pretty Face thematisiert das Leben von Prominenten und das was passiert, wenn sie nicht mehr populär sind.
Der Hidden Track Dancing in the Dark ist eine Coverversion des gleichnamigen Songs von Bruce Springsteen aus dem Jahr 1984. Die Bonus-CD enthält mit Fairytale of New York zudem ein Remake des gleichnamigen Liedes, das 1987 von The Pogues und Kirsty MacColl veröffentlicht wurde. Der Albumtitel bezieht sich auf eine Zeile im Song No Roots, in der es heißt: „This life I lead is a curious thing but I can’t deny the happiness it brings.“ Ihre Mutter hatte ihr den Titel 2010 vorgeschlagen,  was sie als „rubbish“ abtat. Einige Zeit später veröffentlichte Prince das gleichnamige Album 20Ten. Diese Anekdote erzählte Macdonald auf Konzerten im Jahr 2010.
Ihren Song The Road to Home schrieb sie für ihren Vater, den sie das erste Mal weinen sah, nachdem ihr gemeinsamer Hund gestorben war. In einer Interpretation des Liedes Caledonia (die lateinisch-keltische Bezeichnung für Schottland), welches ursprünglich vom schottischen Folksänger Dougie MacLean im Jahr 1979 geschrieben wurde, drückt sie ihre Heimatverbundenheit aus.

## Kommerzieller Erfolg

### Chartplatzierungen
| ChartsChartplatzierungen     | Höchstplatzierung | Wochen |
| ---------------------------- | ----------------- | ------ |
| Deutschland (GfK)            | 1 (77 Wo.)        | 77     |
| Österreich (Ö3)              | 1 (38 Wo.)        | 38     |
| Schweiz (IFPI)               | 1 (56 Wo.)        | 56     |
| Vereinigtes Königreich (OCC) | 4 (32 Wo.)        | 32     |

| ChartsJahrescharts (2010)    | Platzierung |
| ---------------------------- | ----------- |
| Deutschland (GfK)            | 6           |
| Österreich (Ö3)              | 15          |
| Schweiz (IFPI)               | 2           |
| Vereinigtes Königreich (OCC) | 61          |

| ChartsJahrescharts (2011) | Platzierung |
| ------------------------- | ----------- |
| Deutschland (GfK)         | 80          |

### Auszeichnungen für Musikverkäufe
| Land/Region                  | Auszeichnungen für Musikverkäufe (Land/Region, Auszeichnung, Verkäufe) | Verkäufe  |
| ---------------------------- | ---------------------------------------------------------------------- | --------- |
| Belgien (BRMA)               | Platin                                                                 | (30.000)  |
| Deutschland (BVMI)           | 2× Platin                                                              | (400.000) |
| Europa (IFPI)                | Platin                                                                 | 1.000.000 |
| Finnland (IFPI)              | —                                                                      | (8.857)   |
| Österreich (IFPI)            | Platin                                                                 | (20.000)  |
| Schweiz (IFPI)               | 2× Platin                                                              | (60.000)  |
| Vereinigtes Königreich (BPI) | Platin                                                                 | (300.000) |
| Insgesamt                    | 8× Platin ·                                                            | 1.000.000 |